# Giro di Toscana 1974
Il Giro di Toscana 1974, quarantottesima edizione della corsa, si svolse il 4 maggio su un percorso di 224 km, con partenza e arrivo a Empoli. Fu vinto dall'italiano Francesco Moser della Filotex davanti ai suoi connazionali Franco Bitossi e Sigfrido Fontanelli.

## Ordine d'arrivo (Top 10)
| Pos. | Corridore           | Squadra        | Tempo    |
| ---- | ------------------- | -------------- | -------- |
| 1    | Francesco Moser     | Filotex        | 5h14'00" |
| 2    | Franco Bitossi      | Scic           |          |
| 3    | Sigfrido Fontanelli | Sammontana     |          |
| 4    | Marcello Bergamo    | Filotex        |          |
| 5    | Wladimiro Panizza   | Brooklyn       |          |
| 6    | Gösta Pettersson    | Magniflex      |          |
| 7    | Joseph Fuchs        | Filotex        |          |
| 8    | Alessio Antonini    | Jollj Ceramica |          |
| 9    | Knut Knudsen        | Jollj Ceramica |          |
| 10   | Emanuele Bergamo    | Filotex        |          |